# Miryachit
Miryachit (myriachit w literaturze francuskojęzycznej) – rzadkie zaburzenie hiperkinetyczne, jeden z zespołów lękowych, obok "skaczących Francuzów z Maine" i latah. Przypuszczalnie jest kulturowo uwarunkowanym zaburzeniem zachowania z grupy zaburzeń dysocjacyjnych. Opisany został po raz pierwszy przez amerykańskiego neurologa Williama Hammonda (1828-1900) w oparciu o relacje amerykańskich marynarzy przebywających na Syberii, którzy rzekomo obserwowali takie objawy u tamtejszej ludności.